# Puerta de Arganda
Puerta de Arganda – stacja metra w Madrycie, na linii 9. Znajduje się w dzielnicy Vicálvaro, w Madrycie i zlokalizowana jest pomiędzy stacjami San Cipriano i Rivas Urbanizaciones. Została otwarta 1 grudnia 1998.